# ریشه‌ها: سفر نوع بشر
ریشه‌ها: سفر نوع بشر (انگلیسی: Origins: The Journey of Humankind) مجموعهٔ تلویزیونی آمریکایی آموزشی و علمی است که پخش آن در ۶ مارس ۲۰۱۷ در کانال نشنال جئوگرافیک آغاز شد. این برنامه به نمایش اختراعات و رویدادهای های مهم تاریخ تکامل انسان (همچون اختراع آتش، پول، دارو، جنگ و ... ) می‌پردازد.